# Dwergbergbrilvogel
De dwergbergbrilvogel (Heleia squamifrons synoniem: Oculocincta squamifrons) is een zangvogel uit de familie Zosteropidae (brilvogels).

## Verspreiding en leefgebied
Deze soort is endemisch op het eiland Borneo (zowel het Indonesische als het Maleisische deel).

## Status
De grootte van de populatie is niet gekwantificeerd maar de soort wordt omschreven als plaatselijk vrij algemeen. Op de Rode lijst van de IUCN heeft deze soort de status niet bedreigd.